# Vandières (Meurthe i Mosel·la)
Vandières és un municipi francès situat al departament de Meurthe i Mosel·la i a la regió del Gran Est. L'any 2007 tenia 925 habitants.

## Demografia

### Població
El 2007 la població de fet de Vandières era de 925 persones. Hi havia 388 famílies, de les quals 104 eren unipersonals (48 homes vivint sols i 56 dones vivint soles), 136 parelles sense fills, 116 parelles amb fills i 32 famílies monoparentals amb fills.
La població ha evolucionat segons el següent gràfic:
Habitants censats

### Habitatges
El 2007 hi havia 425 habitatges, 394 eren l'habitatge principal de la família, 5 eren segones residències i 26 estaven desocupats. 354 eren cases i 71 eren apartaments. Dels 394 habitatges principals, 309 estaven ocupats pels seus propietaris, 76 estaven llogats i ocupats pels llogaters i 9 estaven cedits a títol gratuït; 3 tenien una cambra, 9 en tenien dues, 39 en tenien tres, 114 en tenien quatre i 229 en tenien cinc o més. 302 habitatges disposaven pel capbaix d'una plaça de pàrquing. A 160 habitatges hi havia un automòbil i a 183 n'hi havia dos o més.

### Piràmide de població
La piràmide de població per edats i sexe el 2009 era:
| Homes | Edats   | Dones |
| ----- | ------- | ----- |
| 0     | 95 o +  | 0     |
| 0     | 90 a 94 | 4     |
| 12    | 85 a 89 | 4     |
| 8     | 80 a 84 | 0     |
| 12    | 75 a 79 | 12    |
| 8     | 70 a 74 | 32    |
| 16    | 65 a 69 | 24    |
| 24    | 60 a 64 | 16    |
| 16    | 55 a 59 | 32    |
| 36    | 50 a 54 | 32    |
| 48    | 45 a 49 | 56    |
| 48    | 40 a 44 | 32    |
| 20    | 35 a 39 | 32    |
| 40    | 30 a 34 | 40    |
| 32    | 25 a 29 | 28    |
| 32    | 20 a 24 | 32    |
| 28    | 15 a 19 | 32    |
| 20    | 10 a 14 | 32    |
| 48    | 5 a 9   | 24    |
| 20    | 0 a 4   | 20    |

## Economia
El 2007 la població en edat de treballar era de 644 persones, 454 eren actives i 190 eren inactives. De les 454 persones actives 422 estaven ocupades (233 homes i 189 dones) i 32 estaven aturades (15 homes i 17 dones). De les 190 persones inactives 86 estaven jubilades, 49 estaven estudiant i 55 estaven classificades com a «altres inactius».

### Ingressos
El 2009 a Vandières hi havia 389 unitats fiscals que integraven 935 persones, la mediana anual d'ingressos fiscals per persona era de 19.133 €.

### Activitats econòmiques
Dels 23 establiments que hi havia el 2007, 1 era d'una empresa extractiva, 5 d'empreses de fabricació d'altres productes industrials, 4 d'empreses de construcció, 4 d'empreses de comerç i reparació d'automòbils, 2 d'empreses d'hostatgeria i restauració, 1 d'una empresa immobiliària, 3 d'empreses de serveis, 1 d'una entitat de l'administració pública i 2 d'empreses classificades com a «altres activitats de serveis».
Dels 5 establiments de servei als particulars que hi havia el 2009, 1 era un taller de reparació d'automòbils i de material agrícola, 1 paleta, 1 guixaire pintor, 1 fusteria i 1 perruqueria.
L'únic establiment comercial que hi havia el 2009 era una llibreria.
L'any 2000 a Vandières hi havia 6 explotacions agrícoles.

## Equipaments sanitaris i escolars
El 2009 hi havia una escola elemental.

## Poblacions més properes
El següent diagrama mostra les poblacions més properes.